# Huis te Maarn
Huis te Maarn is een landgoed aan Amersfoortseweg 4 bij Maarn. Het landgoed ligt ten zuiden van de A12 en ten oosten van het landgoed Zonheuvel en heeft een oppervlakte van 116,5 ha. Het ligt op een helling van de Utrechtse Heuvelrug.
Op de heidevlakte bij Maarn liet het echtpaar Willem Benjamin Blijdenstein en Lida van Heek in 1906 en 1907 een park aanleggen door tuinarchitect Pieter Wattez. Op een kunstmatige heuvel werd een theehuis gebouwd met diverse zichtassen over het park. 
Pas tien jaar later werd begonnen met de bouw van het huidige landhuis. Het theehuis maakte daarbij plaats voor het huidige witgepleisterde landhuis. Het huis kreeg een halfronde zuilengalerij zoals het Witte Huis in Washington. Het theehuis werd tot tennishuisje bij de aangelegde tennisbaan. Architect Jan Stuyt ontwierp tevens het dienstgebouw, de chauffeurswoning, garage, paardenstal en in 1920 de oranjerie. In het laatste oorlogsjaar zaten meerdere Britse militairen, waaronder John Hackett en Alexander Lipmann Kessel, ondergedoken in de chauffeurswoning.
Oorspronkelijk werd het huis "Hampstead Heath" genoemd naar het park in Londen, de stad waar Blijdenstein als bankier gewerkt had.
De tuin heeft drie terrassen die tegen de glooiing van het landschap zijn aangelegd. Aan de zuidzijde van het landhuis ligt een lanenstelsel van linden- en beukenbomen. De zichtassen komen samen op een centraal punt waar zich een bassin bevindt. Op het einde van de zichtas staat de zogenaamde Bentheimer put. Een gat aan de zuidoostzijde geeft de plek aan waar zich vroeger een ijskelder bevond. 

## Bewoners
- familie Van Notten